# Französischer Revolutionskalender/Y3
Dies ist der Französische Revolutionskalender für das Jahr III der Republik, das vom 22. September 1794 bis zum 22. September 1795 des gregorianischen Kalenders dauerte.